# Šmoulové (seriál)
Šmoulové (v anglickém originále The Smurfs) je americko-belgický animovaný televizní seriál, jehož předlohou byly původní komiksy od Peya. Tento seriál byl v USA vytvořen společností Hanna-Barbera Productions, natáčel se pro televizní stanici NBC a vysílán byl od 12. září 1981 do 2. prosince 1989. Později byl tento seriál distribuován americkou společností Warner Bros. Television.

## Děj
Děj šmoulích příběhů se odehrává ve středověké Evropě, nejspíš na západním pobřeží Irska. Tam je Šmoulí vesnice, kde žijí Šmoulové. Vesnice je u řeky na které je přehrada a protržení přehrady může vesnici kdykoliv ohrozit, dál od Šmoulí vesnice jsou i vysoké hory a moře. Šmouly se snaží neustále chytit nebo zničit čaroděj Gargamel a jeho kocour Azrael a také mají mnoho příležitostných nepřátel, například Baltazara nebo Hogatu. Všichni se je snaží chytit, protože vědí, že ze šesti Šmoulů se dá udělat zlato. Seriál nabízí i to, co se děje ve Šmoulí vesnici a co dělají Šmoulové. Šmoulí vesnici nemohou najít lidé, pokud je tam nedovede nějaký Šmoula.

## Vysílání
| Řada | Díly (příběhy) | Premiéra v USA | Premiéra v USA     |
| Řada | Díly (příběhy) | První díl      | Poslední díl       |
| ---- | -------------- | -------------- | ------------------ |
| 1    | 39 +3          | 12. září 1981  | 5. prosince 1981   |
| 2    | 33 + 2         | 18. září 1982  | 4. prosince 1982   |
| 2    | DJaČ: 13       | 18. září 1982  | 20. listopadu 1982 |
| 3    | 50 + 1         | 17. září 1983  | 26. listopadu 1983 |
| 3    | DJaČ: 5        | 24. září 1983  | 12. listopadu 1983 |
| 4    | 48 + 1         | 15. září 1984  | 17. listopadu 1984 |
| 5    | 40             | 21. září 1985  | 9. listopadu 1985  |
| 6    | 64             | 13. září 1986  | 29. listopadu 1986 |
| 7    | 66 + 1         | 19. září 1987  | 5. prosince 1987   |
| 8    | 24             | 10. září 1988  | 29. října 1988     |
| 9    | 40             | 9. září 1989   | 2. prosince 1989   |

Celkově je v české verzi 272 dílů, díly jsou buď celé nebo půlené dvojdílné, v půlených dvojdílných dílech jsou 2 části, které jsou obvykle dlouhé přibližně 11 minut, rozlišené písmenama A a B, v celých dílech je jedna celá část, která je obvykle dlouhá přibližně 22 minut. Veškerých jednotlivých dílů, pokud počítáme taky půlené dvojdílné díly, je 429. Seriál Šmoulové byl odvysílaný ve 30 zemích.

## Dabing
| Postava                                                         | ČST (1.–5. řada)                                                                        | TV Nova (6.–8. řada)                                                          | TV Barrandov (1.–9. řada)                                   | Originální dabing            |
| --------------------------------------------------------------- | --------------------------------------------------------------------------------------- | ----------------------------------------------------------------------------- | ----------------------------------------------------------- | ---------------------------- |
| Taťka Šmoula                                                    | Vlastimil Brodský                                                                       | Vlastimil Brodský                                                             | Oldřich Vlach                                               | Don Messick                  |
| Šmoulinka                                                       | Jitka Molavcová                                                                         | Jitka Molavcová                                                               | Andrea Elsnerová                                            | Lucille Bliss                |
| Děda Šmoula                                                     | tato postava se poprvé objevila v 6.řadě a na Čst dávali výběr z 1.–5. řady.            | Jiří Bruder                                                                   | Bohuslav Kalva                                              | Jonathan Winters             |
| Koumák                                                          | Josef Dvořák                                                                            | Jiří Prager                                                                   | Jiří Prager                                                 | Danny Goldman / Barry Gordon |
| Sašetka                                                         | Aťka Janoušková                                                                         | Eva Hrušková                                                                  | Jana Páleníčková                                            | Julie McWhirter              |
| Šmoulíček                                                       | Blanka Zdichyncová                                                                      | Blanka Zdichyncová                                                            | Pavel Tesař                                                 | Julie McWhirter              |
| Špulka / Filuta / Kliďas                                        | Oldřich Kaiser                                                                          | Magdalena Reifová                                                             | Libor Terš                                                  | Noelle North                 |
| Nat/Šikula                                                      | Vladislav Beneš                                                                         | Blanka Zdichyncová                                                            | Tomáš Juřička                                               | Joey Camen / Charles Adler   |
| Šikulda/Čiloun                                                  | Miroslav Vladyka                                                                        | Miroslav Vladyka                                                              | Pavel Tesař                                                 | Pat Musick                   |
| Silák                                                           | Zdeněk Hess                                                                             | Zdeněk Hess / Ota Jirák                                                       | Tomáš Racek                                                 | Frank Welker                 |
| Briketka / Horník / Kutal                                       | v epizodách z ČST se tato postava neobjevila nebo se objevila, ale nemluvila            | Libor Terš                                                                    | neznámý dabér                                               | Alan Young                   |
| Ovčák/Vlňák                                                     | v dílech z ČST se tato postava oblevila ale nemluvila , nebo se objevila, ale nemluvila | Jaroslav Horák                                                                | neznámý dabér                                               | Dick Gautier                 |
| Mlsoun (tato postava má ve všech 3 dabinzích stejného dabéra!)  | Petr Oliva                                                                              | Petr Oliva                                                                    | Petr Oliva                                                  | Hamilton Camp                |
| Nešika                                                          | Pavel Zedníček                                                                          | Pavel Zedníček                                                                | Michal Holán                                                | Wiliam Callaway              |
| Šprýmař                                                         | Václav Postránecký                                                                      | Libor Terš                                                                    | Libor Terš                                                  | June Foray                   |
| Fešák                                                           | Pavel Trávníček                                                                         | Pavel Trávníček                                                               | Marek Libert                                                | Alan Oppenheimer             |
| Trumpetka                                                       | Jiří Novotný                                                                            | Jan Šťastný                                                                   | Jan Nedvěd                                                  | Hamilton Camp                |
| Babča                                                           | v dílech z ČST se tato postava neobjevila ( babča je v seriálu až od 6 řady).           | Eva Klepáčová                                                                 | Radka Malá                                                  | Susan Blu                    |
| Jehlička/Nitka                                                  | Michal Pavlata                                                                          | Martin Sobotka / Jaroslav Horák                                               | Martin Sobotka / Michal Jagelka                             | Kip King                     |
| Malíř                                                           | Miroslav Středa                                                                         | Miroslav Středa                                                               | Pavel Tesař                                                 | William Callaway             |
| Kutil                                                           | Ondřej Havelka                                                                          | Martin Zounar                                                                 | Antonín Navrátil                                            | Michael Bell                 |
| Mrzout                                                          | Jaroslav Kaňkovský                                                                      | Jaroslav Kaňkovský                                                            | Jaroslav Kaňkovský                                          | Michael Bell                 |
| Farmář                                                          | Jaroslav Kepka                                                                          | Petr Pospíchal                                                                | Jiří Krejčí                                                 | Alan Young                   |
| Lenoch                                                          | Milan Stehlík                                                                           | Jana Altmannová                                                               | Tomáš Juřička                                               | Michael Bell                 |
| Poeta                                                           | Jiří Prager                                                                             | Jan Šťastný                                                                   | Pavel Vítek / Jan Nedvěd                                    | Frank Welker                 |
| Divoušek                                                        | v dílech z ČST se tato postava neobjevila nebo se objevila, ale nemluvila               | Eva Spoustová                                                                 | Michal Holán                                                | Frank Welker                 |
| Cihlička/Stavař                                                 | v dílech z ČST se tato postava neobjevila nebo se objevila, ale nemluvila               | Inka Šecová                                                                   | Ladislav Cigánek                                            | Brenda Vaccaro               |
| Kýchal                                                          | Oldřich Kaiser                                                                          | v dílech z TV Nova se tato postava neobjevila nebo se objevila, ale nemluvila | Jan Nedvěd                                                  | Don Messick                  |
| Zvidálek/Zpravodaj                                              | v dílech z ČST se tato postava neobjevila nebo se objevila, ale nemluvila               | Jana Altmannová                                                               | Marek Libert                                                | neznámý dabér                |
| Nikdoušek                                                       | v dílech z ČST se tato postava neobjevila nebo se objevila, ale nemluvila               | Jan Šťastný                                                                   | díl s Nikdouškem se vysílá v televizi s dabingem TV Nova    | neznámý dabér                |
| Bázlivka                                                        | v dílech z ČST se tato postava neobjevila nebo se objevila, ale nemluvila               | Libor Terš                                                                    | Martin Sobotka                                              | Alan Young                   |
| Vejtaha                                                         | Oldřich Kaiser                                                                          | v dílech z TV Nova se tato postava neobjevila nebo se objevila, ale nemluvila | Jan Nedvěd                                                  | Pat Fraley                   |
| Šmudlík                                                         | Václav Vydra                                                                            | v dílech z TV Nova se tato postava neobjevila nebo se objevila, ale nemluvila | neznámý dabér                                               | Marshall Efron               |
| Stopař                                                          | Inka Šecová                                                                             | v dílech z ČST se tato postava neobjevila nebo se objevila, ale nemluvila     | Jiří Krejčí                                                 | Henry Polic II               |
| Snílek                                                          | Oldřich Vízner                                                                          | Martin Sobotka / Jan Šťastný                                                  | Pavel Tesař                                                 | Don Messick                  |
| Slzička                                                         | v dílech z ČST se tato postava neobjevila nebo se objevila, ale nemluvila               | Inka Šecová                                                                   | díly se Slžičkou se v televizi vysílají v dabingu z TV Nova | Mona Marshall                |
| Štětička                                                        | tato postava se v dílech z ČST neobjevila nebo se objevila, ale nemluvila               | Inka Šecová                                                                   | díly se Štětičkou se v televizi vysílají v dabingu TV Nova  | Don Messick                  |
| Váhavka                                                         | tato postava se v dílech z ČST neobjevila nebo se objevila, ale nemluvila               | Jana Altmannová                                                               | díly s Váhavkou se v televizi vysílají v dabingu TV Nova    | Paul Winchell                |
| Dřevař / Polínko / Dřevák                                       | tato postava se v dílech z ČST neobjevila nebo se objevila, ale nemluvila               | Jaroslav Horák / Martin Sobotka                                               | –                                                           | Bernard Erhard               |
| Plechánek/Mechanik                                              | Inka Šecová                                                                             | Libor Terš                                                                    | Pavel Tesař                                                 | Frank Welker                 |
| Plechánka                                                       | v dílech z ČST se tato postava neobjevila nebo se objevila, ale nemluvila               | neznámý dabér                                                                 | díly s Plechánkou se v televizi vysílají v dabingu TV Nova  | neznámý dabér                |
| Azrael ( tato postava má ve všech 3 dabinzých stejnou dabérku!) | Daniela Bartáková                                                                       | Daniela Bartáková                                                             | Daniela Bartáková                                           | Don Messick                  |
| Gargamel                                                        | Jiří Císler                                                                             | Jiří Císler                                                                   | Zbyšek Pantůček / Petr Meissel                              | Paul Winchell                |
| Matka Příroda                                                   | Jana Altmannová                                                                         | Jana Altmannová                                                               | Daniela Bartáková                                           | June Foray                   |
| Otec Čas                                                        | Bedřich Šetena                                                                          | Stanislav Fišer / Bohuslav Kalva                                              | Bohuslav Kalva                                              | Alan Oppenheimer             |
| Hejbimba/Homnibus                                               | Dalimil Klapka                                                                          | Bohuslav Kalva                                                                | Bohuslav Kalva                                              | Alan Oppenheimer             |
| Všejed/Tlamoun                                                  | Antonín Molčík                                                                          | Ota Jirák                                                                     | Antonín Navrátil                                            | Lennie Weinrib               |
| Nosatka/Nosnice                                                 | Eva Klepáčová                                                                           | v dílech z TV Nova se tato postava neobjevila nebo se objevila, ale nemluvila | Daniela Bartáková                                           | neznámý dabér                |
| Tykvík                                                          | v dílech z ČST se tato postava neobjevila nebo se objevila, ale nemluvila               | Inka Šecová                                                                   | díly s Tykvíkem se v televizi vysílají v dabingu TV Nova    | Marvin Kaplan                |
| Zloměna / Chlorana / Chlorhydris                                | Miriam Kantorková                                                                       | Jana Altmannová                                                               | Hana Talpová                                                | Amanda McBroom / Linda Gary  |
| Hogata                                                          | Luba Skořepová                                                                          | Eva Klepáčová                                                                 | Hana Talpová                                                | Janet Waldo                  |
| Baltazar                                                        | Miroslav Saic                                                                           | Miroslav Saic / Bohuslav Kalva                                                | Libor Terš                                                  | Keene Curtis                 |
| Denisa                                                          | v dílech z ČST se tato postava neobjevila nebo se objevila, ale nemluvila               | v dílech z TV Nova se tato postava neobjevila nebo se objevila, ale nemluvila | Eva Spoustová                                               | Katie Leigh                  |
| Nemesis                                                         | v dílech z ČST se tato postava neobjevila nebo se objevila, ale nemluvila               | v dílech z TV Nova se tato postava neobjevila nebo se objevila, ale nemluvila | Jaroslav Kaňkovský                                          | Frank Welker                 |
| Kluk Fuk/Vrtoch                                                 | kluk fuk je v seriálu až od 6.řady                                                      | Gustav Bubník                                                                 | Jan Nedvěd                                                  | Brenda Vaccaro               |
| Úvodní zpěv/komentář                                            | zpívala Hana Zagorová                                                                   | zpívaná znělka                                                                | komentář Josef Dvořák                                       | neznámý dabér                |